# در مورد باب چطور؟
در مورد باب چطور؟ (به انگلیسی: What About Bob?) فیلمی محصول سال ۱۹۹۱ و به کارگردانی فرانک اوز است. در این فیلم بازیگرانی همچون بیل مری، ریچارد درایفس، جولی هاگرتی، چارلی کورسمو، کاترین اربه، تام آلدریج و دوریس بلیک ایفای نقش کرده‌اند.